# Andreas Krieger
Andreas Krieger (rojen kot Heidi Krieger), nemški športnik, * 20. julij 1966, Berlin, Nemška demokratična republika.
Kot Heidi Krieger je tekmoval v suvanju krogle za Vzhodno Nemčijo in leta 1986 osvojil zlato medaljo na evropskem prvenstvu v atletiki. Kot mnogi drugi vzhodnonemški športniki je bil sistematično dopingiran z anaboličnimi steroidi. Ti so povzročili spremembo sekundarnih spolnih znakov v povsem moške, zaradi česar je Heidi leta 1997 tudi operativno spremenila spol in spremenila ime.
Danes medalje Heidi Krieger (nemško Heidi-Krieger-Medaille) vsako leto podeljujejo Nemcem, ki se borijo proti dopingu.